# هاینز امریش
هاینز امریش (انگلیسی: Heinz Emmerich; ۲۵ فوریهٔ ۱۹۰۸ – ۱۰ مارس ۱۹۸۶) بازیکن فوتبال اهل آلمان بود.
از باشگاه‌هایی که در آن بازی کرده‌است می‌توان به اشاره کرد.
وی همچنین در تیم ملی فوتبال آلمان بازی کرده‌است.